# Metildicloroarsina
La metildicloroarsina, abbreviato anche in MD, è un composto organico dell'arsenico, di formula CH3AsCl2. Liquido incolore volatile, è un vescicante altamente tossico, utilizzato come arma chimica.

## Storia
La metildicloroarsina è stata usata per la prima volta come arma chimica dalla Germania, tra il 1917 e il 1918. È stato inoltre il primo composto organico all'arsenico utilizzato come arma chimica.

## Produzione
Con l'atomo di arsenico in cima alla struttura, la molecola è piramidale con gli angoli Cl-As-Cl e C-As-Cl vicini ai 90°. Virtualmente, tutti i composti arsenico(III) correlati presentano una struttura simile.
La MD è prodotta dalla reazione di cloruro di metilmagnesio con tricloruro di arsenico
AsCl3 + CH3MgCl → CH3AsCl2 + MgCl2
In genere tale sintesi è condotta in soluzione di etere o THF e in genere il prodotto viene isolato per distillazione. L'uso di elevate quantità di reagente magnesio genera una maggiore quantità di dimetilcloroarsina ((CH3)2AsCl) e trimetilarsina ((CH3)3As).
Durante la prima guerra mondiale, la sintesi avveniva in tre passi:
1. Metilazione dell'arsenito di sodio:
2 Na3AsO3 + (CH3O)2SO2 → 2 CH3AsO(ONa)2 + Na2SO4
2. Riduzione del disodio monometilarsonato con diossido di zolfo:
CH3AsO(ONa)2 + SO2 → CH3AsO + Na2SO4
3. Reazione dell'ossido di monometilarsina con acido cloridrico:
CH3AsO + 2 HCl → CH3AsCl2 + H2O
I legami As-Cl sono sensibili agli attacchi nucleofili. La reazione tra MD e sodio metallico dà forma al polimero [CH3As]n.